# Парадокс интересных чисел
Парадокс интересных чисел — полуюмористический парадокс, который возникает из-за попыток классифицировать натуральные числа как «интересные» и «скучные». Согласно этому парадоксу, все натуральные числа являются интересными. Доказательство этого утверждения осуществляется методом «от противного»: если существует непустое множество неинтересных натуральных чисел, то в этом множестве существует наименьшее число, но наименьшее неинтересное число уже само по себе интересно — что и создаёт противоречие.

## Доказательство
Более строго сформулированное «доказательство» парадокса может выглядеть следующим образом.
Теорема. Неинтересных натуральных чисел нет.
Доказательство. Предположим, что теорема неверна, то есть существует непустое множество натуральных чисел, которые неинтересны. В связи с тем, что множество натуральных чисел является вполне упорядоченным, должно быть некоторое самое маленькое число в ряде неинтересных чисел. Обладая такой уникальной особенностью, это число более не может быть названо неинтересным, следовательно, не может находиться в ряду неинтересных чисел.

## Парадоксальный характер
Попытки разделить все числа на «интересные» и «неинтересные» ведут к парадоксу или антиномии определения. Любая попытка разделения натуральных чисел на два множества: «интересных» и «скучных» ведёт к провалу. Поскольку определение чего-либо как интересного является субъективным, здесь оно может быть рассмотрено как полушутливое применение самореференции, используемое с целью получения парадокса. Парадокс снимается, если понятие «интересно» определить объективно, например:
- самое маленькое натуральное число, которое не имеет посвящённой ему страницы в Википедии[4];
- наименьшее число, отсутствующее в интернет-энциклопедии целочисленных последовательностей[4][5][6][7];
- наименьшее число, принадлежащее какой-либо последовательности или обладающее каким-либо свойством[7],

и т. д.
Поскольку существует много значимых работ в области математики, которые используют самореференцию (например теорема Гёделя о неполноте), описываемый парадокс затрагивает серьёзные проблемы во многих областях исследований.
Эта версия парадокса распространяется только на вполне упорядоченные множества с естественным порядком, такие как натуральные числа; аргумент неприменим в отношении действительных чисел.
Одно из предложенных решений парадокса утверждает, что первое неинтересное число сделано интересным уже одним этим обстоятельством. К примеру, если бы 39 и 41 были двумя неинтересными числами, число 39 можно было бы считать интересным, тогда как 41 осталось бы неинтересным, ведь оно не первое неинтересное число. Однако это решение является неверным, ведь парадокс доказывается от противного: предположив, что какое-то число неинтересно, мы приходим к тому, что это же число именно этим и интересно, следовательно, неинтересное число не может существовать. Целью решений является, в частности, не выявление интересных или неинтересных чисел, но поднятие вопроса о том, могут ли числа обладать такими свойствами в принципе.
Слабое место доказательства — отсутствие ясности в том, что считать «интересностью» числа. Однако, если положить, что «предикат интересности» связан с определённым конечным списком «интересных свойств натуральных чисел», и этот список содержит в себе свойство «наименьшее число, не имеющее ни одного свойства из данного списка», то возникает парадокс. Похожим образом самореференция используется в близкородственном парадоксе Берри. Так как парадокс лежит в определении понятия «интересно», он применяется только к людям с определённым взглядом на числа; если для кого-то все числа представляются неинтересными и он не находит интересным факт, что ноль является первым неинтересным числом (в мировоззрении данного конкретного человека), тогда парадокс не возникает.